# Archieven van de Verenigde Oost-Indische Compagnie

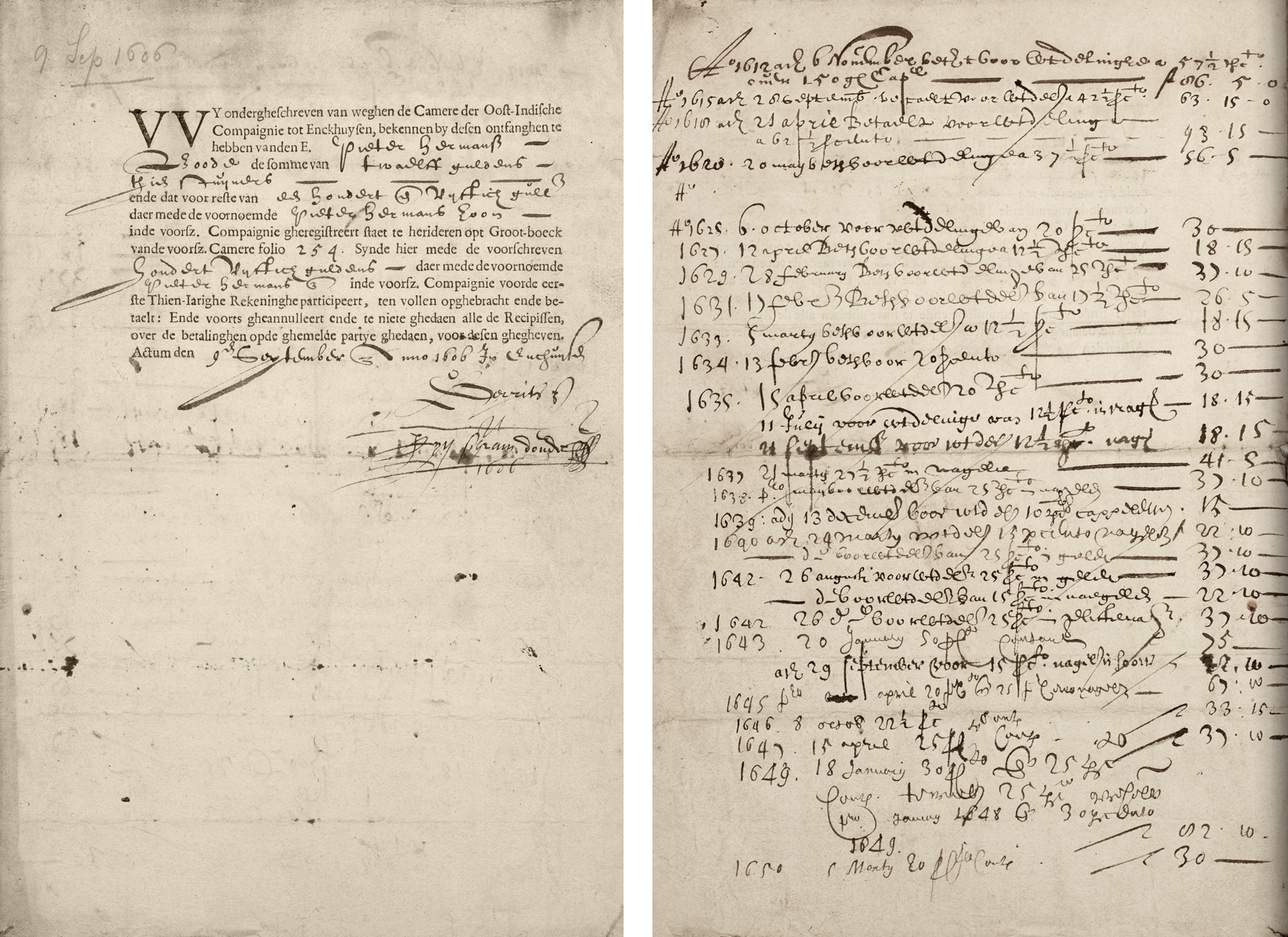
Links de oudst bewaarde kwitantie van een termijnbetaling van een participatie in een VOC-aandeel, gedateerd 9 september 1606. Rechts de tot 1650 op de kwitantie bijgehouden uitbetaling van dividend.

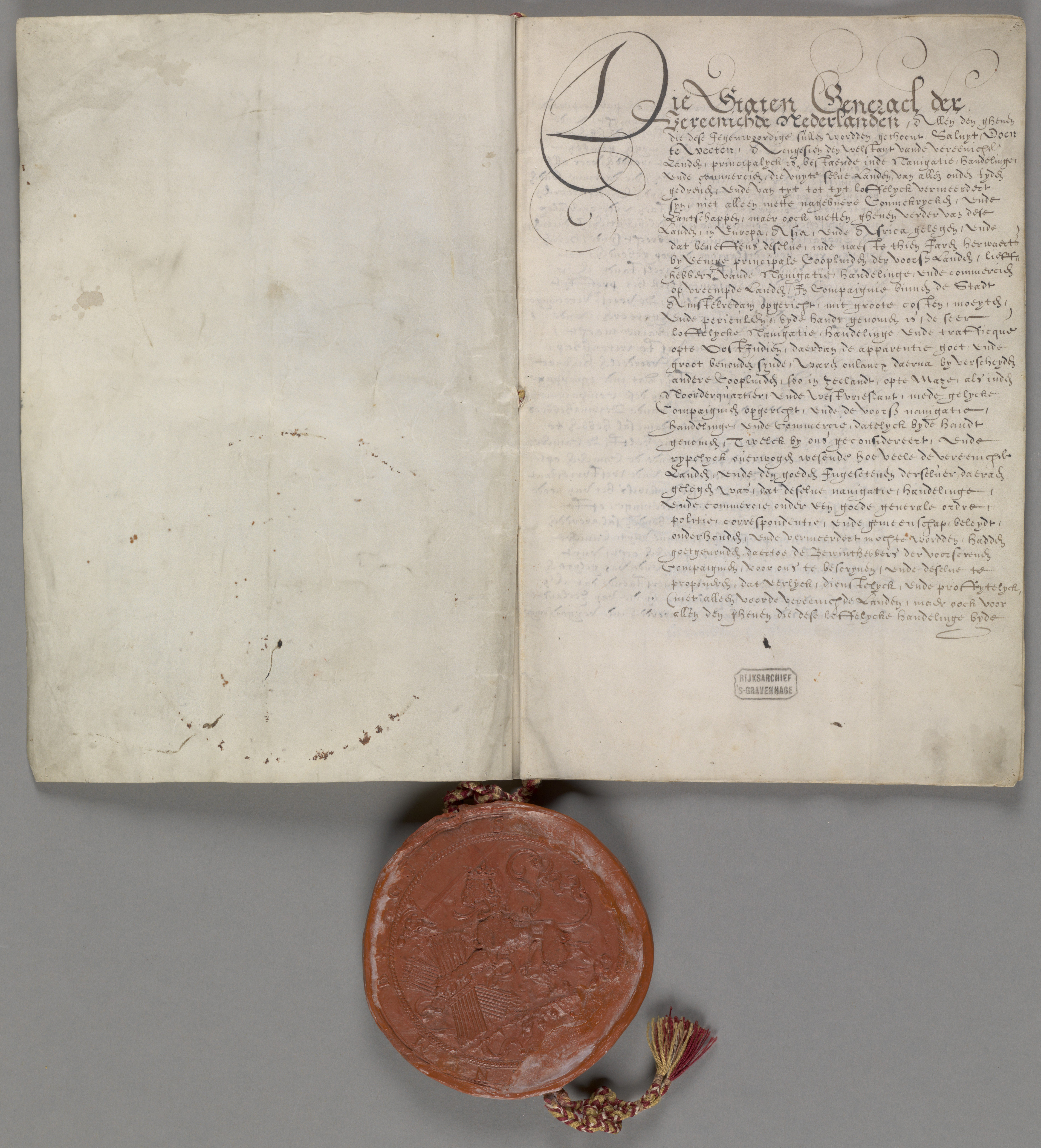
Octrooi van de VOC uit 1602

De archieven van de Verenigde Oost-Indische Compagnie zijn vijfentwintig miljoen pagina's archief die bewaard zijn gebleven van de Nederlandse handelsonderneming VOC. De archieven staan sinds 2003 op de Werelderfgoedlijst voor documenten van UNESCO.
De VOC-archieven worden bewaard bij het Nationaal Archief in Den Haag, het Nationaal Archief van Indonesië in Jakarta en archiefinstellingen
in Kaapstad, Chennai en Colombo. Coördinatie vindt plaats door het Nationaal Archief en NWO.
UNESCO beschouwt het archief als het grootste en meest indrukwekkende van alle vroegmoderne Europese handelsbedrijven die actief waren in Azië.
Ongeveer vijfentwintig miljoen pagina's archief zijn bewaard gebleven. Volgens de organisatie vormen die het meest uitgebreide en de meest complete bron van de vroegmoderne wereldgeschiedenis met relevante informatie over de geschiedenis van honderden lokale politieke en handelsorganisaties in Azië en Afrika.
In 2021 startte KNAW het Globalise-project om de archieven digitaal te ontsluiten voorzien van verrijkte data.